# Rejon Raciborski
Rejon Raciborski – jeden z czterech Rejonów Duszpasterskich w rzymskokatolickiej diecezji opolskiej. 
W dniu 31 stycznia 2025 roku Biskup Opolski Andrzej Czaja mianował Księży Dziekanów Rejonów Duszpasterskich i Dziekanów Dekanatów na nową, pięcioletnią kadencję, która rozpocznie się 1 lutego br. i trwać będzie do 31 stycznia 2030 roku.
Dziekanem Rejonu Raciborskiego został mianowany ks. dr Marian Obruśnik, proboszcz parafii Wniebowzięcia Najświętszej Maryi Panny w Raciborzu i dziekan dekanatu Raciborskiego.
W skład Rejonu Raciborskiego wchodzi dwanaście dekanatów:
- Dekanat Branice
- Dekanat Głubczyce
- Dekanat Gościęcin
- Dekanat Kędzierzyn
- Dekanat Kietrz
- Dekanat Koźle
- Dekanat Łany
- Dekanat Pietrowice Wielkie
- Dekanat Racibórz
- Dekanat Tworków